# 中江要介
中江要介（1922年12月30日—2014年3月6日），日本大阪人，日本外交家、曾任日本驻中国大使。
毕业于舊制第三高等學校和京都大學法學部。1947年，进入日本外务省工作，历任日本外务省亚洲局局长等职，1984年起担任了日本驻华大使。此外，他还曾担任过日本驻埃及大使、三菱重工業社長室顧問等职。著有《中国的发展方向》和《日中外交的证言》等作品，於2014年3月6日去世。